# Bolero (região)
Bolero (em grego: Βολερόν; romaniz.: Bolerón) foi uma região e uma província bizantina ao sul da Trácia durante a Idade Média. A região é mencionada pela primeira vez em meados do século IX, na Vida de São Gregório da Decápolis, e designava a área anexa entre o rio Nesto no leste, as montanhas Ródope a norte, o Desfiladeiro de Corpiles a oeste, e o Mar Egeu ao sul. No começo do século XI, tornou-se uma unidade administrativa distinta, mas teve um histórico conturbado: uma diocese (distrito fiscal) em 1047, é atestada como um tema separado - com ao menos dois bandos conhecidos, Mosinópolis e Periteório - em 1083, mas mais frequentemente é registrada como parte de uma província composta junto com os antigos temas de Tessalônica e Estrimão.
Após a dissolução do Império Bizantino com a Quarta Cruzada em 1204, a região permaneceu sob controle do Reino da Tessalônica e seguiu sua sorte até sua conquista pelo Império de Niceia. Em ca. 1246, João III Ducas Vatatzes (r. 1222–1254) reconstituiu Bolero como a província separada de Bolero-Mosinópolis. No começo do século XIV, sob os imperadores Paleólogos, foi novamente unida com Estrimão e Serres em um tema mais amplo, mas por 1344 declinou em estatuto, como um documento datado daquele ano considerando Bolero (junto com Serres, Estrimão e outras localidades) um mero castro (um pequeno distrito centrado em um assentamento fortificado), ao invés de temas próprios.